# ایکدا آتسوکو
ایکدا آتسوکو (به ژاپنی: 池田厚子) (متولد ۷ مارس ۱۹۳۱) چهارمین فرزند و چهارمین دختر امپراتور شووا است. او پس از ازدواجش با تاکاماسا ایکدا در ۱۰ اکتبر ۱۹۵۲، طبق رسم خانواده امپراتوری ژاپن، القابش را از دست داد و خانواده امپراتوری را ترک گفت. وی خواهر آکی‌هیتو، امپراتور سابق ژاپن است. وی در سال ۱۹۶۵ بر اثر بیماری عفونت شدید خونی در بیمارستان بستری شد.
تاکاماسا، همسر وی در ۲۱ ژوئیه ۲۰۱۲ در ۸۵ سالگی درگذشت. آتسوکو حدود ۶۰ سال با همسرش زندگی کرد ولی صاحب فرزندی نشد. وی در ژوئن ۲۰۱۷ از ریاست انجمن معبد شینتوی توکیو استعفا داد.